# Schmitzingen

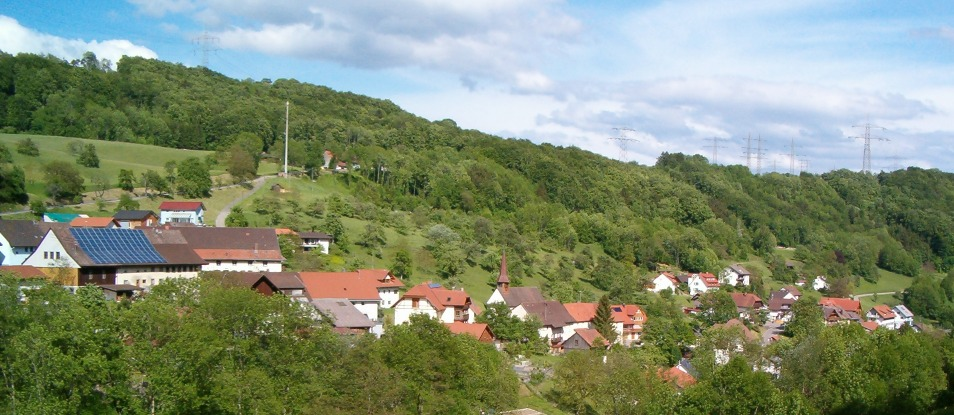
Schmitzingen am Westhang des Seltenbachtales

Schmitzingen ist ein Wohnplatz der Kreisstadt Waldshut-Tiengen im Landkreis Waldshut in Baden-Württemberg.

## Geographie

### Lage
Schmitzingen liegt im Südschwarzwald am Übergang zum Hochrhein, im Tal des Seltenbach, eines direkten Rheinzuflusses. Die Ortschaft liegt auf dem Gebiet der Ortschaft Gaiß-Waldkirch, die sich über die obere Hälfte des Seltenbachtales bis auf die Bergrücken im Osten und in das Liederbach-Tal im Westen erstreckt und zu der auch die Orte Gaiß und Waldkirch gehören. Die Ortschaft liegt etwa 3,5 km nördlich von Waldshut auf halber Länge des von Norden nach Süden verlaufenden Seltenbach-Tals auf 520 m ü. NN. Die Ortschaft hat die Siedlungsform eines Straßendorfes und weist auf einer Länge von ca. 1,2 km einen Höhenunterschied von ca. 100 m (von ca. 490 auf ca. 590 m. ü. NN) auf.

### Ortschaftsgliederung
Zur Ortschaft Schmitzingen gehören keine weiteren Ortsteile oder Weiler.

## Geschichte
Die beiden Gemeinden Gaiß und Schmitzingen wurden 1935 mit Waldkirch zu einer Gemeinde vereinigt. Diese wurde am 1. Juli 1971 in die Stadt Waldshut eingemeindet. Diese fusionierte am 1. Januar 1975 mit Tiengen/Hochrhein zur neuen Stadt Waldshut-Tiengen. Schmitzingen bildet seither innerhalb der neuen Stadt eine eigene Ortschaft.

### Einwohnerentwicklung
Einwohnerzahlen von Schmitzingen – inklusive der Einwohner der Ortschaft Gaiß-Waldkirch.
| Jahr | Einwohner |
| ---- | --------- |
| 1871 | 571       |
| 1900 | 456       |
| 1925 | 513       |
| 1939 | 432       |
| 1950 | 547       |
| 1961 | 450       |
| 1970 | 512       |
| 2012 | 731       |
| 2023 | 374       |

## Politik
Schmitzingen ist eine Ortschaft im Sinne des baden-württembergischen Kommunalrechts. Die Ortschaft verfügt damit über eine eng begrenzte Selbstverwaltung. Organe dieser Selbstverwaltung sind der Ortschaftsrat und der Ortsvorsteher. Der Ortschaftsrat besteht aus sechs Ortschaftsräten. Ortsvorsteher ist seit 2024 Paul Granacher.

## Verkehrsanbindung
Als Verkehrsanbindung zur Stadt Waldshut-Tiengen dient eine Gemeindestraße, die durch das Tal des Seltenbach hinunter zum Stadtteil Waldshut führt. Die Fortsetzung der Straße talaufwärts führt als Kreisstraße 6562 nach Waldkirch und mündet dort in die Bundesstraße 500 (Teil der Schwarzwaldhochstraße).

## Bauwerke
- kath. Kapelle
- Gemeindehaus
- Feuerwehrhaus